# Pāvilosta
Pāvilosta är en kommunhuvudort i Lettland.   Den ligger i kommunen Pāvilostas novads, i den västra delen av landet, 180 km väster om huvudstaden Riga. Pāvilosta ligger 8 meter över havet och antalet invånare är 1 171.
Pāvilostas hamn byggdes 1879, när området ägdes av Otto von Lilienfeld. Han namngav hamnen, efter sin bror Paul von Lilienfeld-Toali, till Paulshafen (osta betyder hamn på lettiska). I slutet av 1800-talet startades fartygsbyggande i Pāvilostas och kring hamnen uppstod en handelsplats. Före första världskriget fanns det tre små varv och 52 fartyg i hamnen. Efter kriget fanns endast sex fartyg kvar och hamnen användes som fiskehamn.
Idag är Pāvilosta en av de sju mindre lasthamnar i Lettland.